# 亨廷頓伯爵夫人
亨廷頓伯爵夫人塞琳娜·黑斯廷斯（英語：Selina Hastings, Countess of Huntingdon，1707年8月24日—1791年6月17日），是一名英國宗教領袖，她在18世紀的宗教復興以及在英格蘭和威爾斯的循道宗運動中有顯著的成就，並且遺留了在英國以及在非洲的獅子山共和國的一個基督教宗派（亨廷頓伯爵夫人會）。

## 早期生活
塞琳娜·黑斯廷斯本名塞琳娜·夏利小姐，出生在萊斯特郡靠近阿什比德拉祖什的史湯頓·哈羅德公館裡。她是費勒斯伯爵二世華盛頓·夏利和瑪麗·萊文奇（Mary Levinge）的二女兒。

## 轉變以及先生的阻力
根據文獻，塞琳娜伯爵夫人，她的轉變經歷是在一次個人的一個嚴重疾病的發作後，變得厭煩她的生活之後發生的。塞琳娜夫人被她的小姑瑪格麗特夫人（Lady Margaret）和伊莉莎白夫人（Lady Elizabeth）影響而歸信的。瑪格麗特夫人和伊莉莎白夫人是牛津聖潔會（Oxford Holy Club）的成員，那是由約翰·衛斯理、查理·衛斯理和喬治·懷特腓德（George Whitefield）開創的福音運動。
在她信仰歷程的早期，亨廷頓伯爵夫人塞琳娜的先生曾派人去叫英國聖公會的主教幫她恢復一個「清醒的頭腦」。有經驗的主教試著透過衛理公會領袖討好她，但卻徹底的失敗了。其中一個有說服力的論點是，主教對於任命喬治·懷特腓德為牧師表達了他的遺憾。以亨廷頓夫人典型的風格，她給了聖公會主教以下的回覆：「閣下記住我的話，當你在你臨終的床上時，那將是你感到喜悅的按手禮之一」。

## 宗教復興
1739年，亨廷頓夫人加入了在倫敦的費特巷的第一個衛理公會。在他先生於1746年過世後一段時間，她和約翰·衛斯理以及喬治·懷特腓德非常投入在大復興的工作中。懷特腓德成為她的私人牧師，並且在他的協助下，雖有從聖公會教士而來的麻煩，但她寧願不分裂，而創辦了「亨廷頓伯爵夫人會」——在衛理公會裡的一個加爾文主義運動。

## 過世後的安排
在她於倫敦過世前，亨廷頓伯爵夫人積極地，甚至可說是專制地監督她的教堂和牧師們。她成功地向喬治三世請願康沃利斯大主教的任職，並大力對抗1770年衛斯理會議的反加爾文會議記錄，並反對放寬1772年的捐獻條款。
1791年伯爵夫人逝世，共計六十四間教堂和學院遺贈給四位受託人。受託人當中，福特博士和受託移居亨廷頓伯爵夫人居所（鄰近斯帕費爾得教堂）的安女爵，繼承所有大量的重要信函。安女爵盡責地直到1804年逝世為止，並埋葬在邦希爾墓園。
主要受託人為湯馬士·霍伊斯牧師，他是120間教堂聯合會的主席，即使他持續作為英國教會牧師，也是教區牧師。從1764年直至1820年逝世為止，他致力於確保讓聯合會與英國教會維持盡可能緊密的關係。許多教會在1863年成為英格蘭自由教會的一份子。
在這些新的受託人中，其中一個最早的改變是完成搬遷學院的計畫。1792年移校至赫特福德郡的切森特，稱為切森特學院，直到1905年將它交給劍橋大學為止。這間學院以送出眾多宣教士至海外而聞名。

## 家庭
她嫁給亨廷頓伯爵九世提奥菲勒斯·黑斯廷斯，是亨廷頓伯爵七世提奥菲勒斯·黑斯廷斯和第二任妻子法蘭西·福勒在1728年6月3日所生的兒子。他們育有六個孩子，三個在幼年時即夭折，另有一女塞琳娜，死於二十六歲。她活得較長壽的孩子如下：
- 法蘭西斯，洛德·黑斯廷斯（英语：Francis Hastings, 10th Earl of Huntingdon）（1729–1789），後來繼承為亨廷頓伯爵十世，終身未婚且沒有子女。
- 伊莉莎白·黑斯廷斯小姐（英语：Elizabeth Rawdon, Countess of Moira）（1731–1808），唯一活得比母親還久的孩子，她嫁給莫伊拉伯爵一世約翰·羅頓（英语：John Rawdon, 1st Earl of Moira）。